# Trinidad Azul
La Trinidad Azul son una serie de superhéroes rusos, creados por la editorial DC Comics, debutaron en la serie de historietas de Flash, en The Flash Vol.2 #7 (diciembre de 1987), a diferencia de sus predecesores, este equipo era emocionalmente inestable y anormalmente fuertes, haciéndoles por eso antagonistas en las historias de The Flash, y eventualmente, convirtiéndose en supervillanos.

## Historia ficticia del equipo
Dos científicos médicos soviéticos,  el profesor Pytor Orloff y Krulik, se sorprendieron con los informes del methaumano y superhéroe conocido como Flash de origen estadounidense, particularmente de Barry Allen. Orloff estaba interesado en adquirir una fórmula para recrear los beneficios de tales poderes, para se aportaran a la sociedad, mientras que Krulik sólo estaba interesado para sus aplicaciones militares. Ellos comenzaron a trabajar en un suero experimental, que Orloff había inventado. Krulik, sin embargo, estaba harto porque Orloff lo utilizaba consistentemente en sujetos de prueba animal. Krulik quería poderlo probar con sujetos humanos. El Kremlin le dio tres jóvenes muchchachos, pero no antes de que Krulik probase el suero en sí mismo, para que posteriormente pudiera probarlos con los tres jóvenes. Sin embargo, al utilizar la droga, sufrió los efectos secundarios causándole instantáneamente la muerte, y como consecuencoa la fricción con el aire le quemó vivo y su metabolismo contribuyó a acelerar dicho proceso.
Posteriormente, los tres niños que serían sujetos para la prueba, fueron Gregor Gregorovich, Boleslaw Uminski, y Christina Molotova. Orloff sin embargo, dejó el proyecto para poder educarlos y que no sufrieran el mismo destino. Con el tiempo, tras usarse en ellos la fórmula, se convirtieron en la denominada Trinidad Azul. Ellos se encontraron bajo la supervisión y control del ejército rojo y su base de operaciones se encontraba en Kiev. Ellos a pesar de que eran más fuertes y más leales a la Unión Soviética que sus contrapartes predecesoras, la Trinidad Roja. Sin embargo, era evidente que tanto Boleslaw Uminski, Christina Molotova y Gregor Gregorovich fuesen anormalmente fuertes y emocionalmente inestables, era debido a la naturaleza de los experimentos, a pesar de todo, podían alcanzar velocidades de casi 1126,54 Km/h (700 mph), incluso, la misma Christina era capaz de romper la barrera del sonido. Entre sus primeras misiones fueron enviados a perseguir Flash y al nuevo equipo conocido como la Trinidad Roja, que huían de la Unión Soviética con el profesor Pytor Orloff, que estaba siendo llevado a los Estados Unidos para poder ayudar a un moribundo Jerry McGee. Sin embargo, este equipo fue derrotado gracias a una combate en equipo formado por la Trinidad Roja y Flash.
Después de que Orloff había llegado a América, la Trinidad Azul nuevamente fueron enviados por el gobierno soviético, esta vez para matarlo. Sin embargo, después de una corta batalla contra la Trinidad Roja, los convenció de dejarlo en paz. Trinidad Azul contratados por Rudy West para capturar a Flash y llevarlo ante Manhunter en una base en Siberia. Sin embargo, su intento fue frustrado por la Trinidad Roja, que apareció en el momento justo.
Serían traicionados por los Manhunters y encarcelados, y luego vendidos a Vandal Savage. Salvaje experimentó con ellos, dándoles la mejorada fórmula de Velocidad 9.

### Miembros y poderes
Los tres, son metahumanos con poderes obtenidos mediante experimentos con una fórmula creada por el profesor Pytor Orloff, y con una versión mejorada de la misma, alterada por Vandal Savage, se creó una versión llamada Velocidad 9, con la cual se logró mejorar su potencial metahumano, sin embargo, tienen los mismos poderes de supervelocidad, aumentando su inestabilidad emocional.
Miembros notables
- Gregor Gregorovich[11]
- Boleslaw Uminski[12]
- Christina Alexandrova Molotova[13]